# Jakob Steiner
Jakob Steiner (18. březen 1796, Utzenstorf, kanton Bern, Švýcarsko – 1. dubna 1863, Bern, Švýcarsko) byl švýcarský matematik. Je známý především díky práci v geometrii. Pracoval především v oboru syntetické geometrie, zabýval se i kombinatorikou.
Elementární a známá je Steinerova věta týkající se momentu setrvačnosti v mechanice otáčivého pohybu.